# Micanitropis seisia
Micanitropis seisia (лат.) — вид клопов, единственный в составе рода Micanitropis из семейства Слепняки (Miridae). Встречается в Австралии (Квинсленд).

## Описание
Длина тела от 3,1 до 3,7 мм. Голова в основном от коричневой до темно-коричневой сверху; 1-й членик усиков жёлтый у основания и красноватый на вершине; сегмент II от бледно-коричневого до коричневого, на вершине беловато-жёлтый; сегменты III и IV от бледно-коричневого до коричневого; переднеспинка, среднеспинка и щиток от коричневых до темно-коричневых; щитик от беловато-желтого до жёлтого на вершине; плевра в основном от коричневого до темно-коричневого или красновато-коричневого; гемелитрон преимущественно коричневый; клавус с тремя продольными беловато-жёлтыми полосами, внутренняя полоса иногда слабая или нечеткая; кориум с двумя продольными беловато-жёлтыми полосами, доходящими или почти доходящими до середины кориума.
Вид был впервые описан в 2021 году и включён в монотипический род Micanitropis из подсемейства Cylapinae. Род Micanitropis назван из-за его сверкающего внешнего вида, от латинского слова micans («сверкающий, блестящий»). Видовое название происходит от города Seisia (Cape York, Queensland), рядом с типовой местностью.